# 콜드블러드
콜드블러드(Coldblood)는 마블 코믹스가 출판하는 만화책의 등장인물로, 첫 등장은 Marvel Comics Presents vol. 1 #26 (1989년 8월)이다. 에릭 사빈(Eric Savin)이라는 이름으로도 잘 알려져 있다. 2013년 공개된 영화 《아이언맨 3》에서는 제임스 배지 데일이 에릭 사빈 역을 맡아 연기했다.